# 로마 신 목록
이 문서는 고대 로마 신들의 목록이다. 로마 시를 비롯하여 로마 제국의 여러 속주에서 숭배받은 신의 라틴어 혹은 라틴어화된 이름을 다루고 있다.

## 로마의 목록
로마인들은 스스로 그들의 신학을 기반으로 그룹화한 신들의 목록을 작성하였다.

### 3대 신
- 고대의 3대 신 : 유피테르, 마르스, 퀴리누스
- 카피톨리노의 3대 신 : 유피테르, 유노, 미네르바
- 평민 또는 아벤티노의 3대 신 : 케레스, 리베르, 리베라. BC 493년 기준.

### 12신

#### 렉티스테르니움
아우구스투스 시대의 역사가인 리비우스는 기원전 217년에 렉티스테르니움을 설명하면서 열두명의 위대한 신을 남녀의 수가 맞도록 짝을 지었다.
- 유피테르 - 유노
- 넵투누스 - 미네르바
- 마르스 - 베누스
- 아폴로 - 디아나
- 불카누스 - 베스타
- 메르쿠리우스 - 케레스

남녀 신들은 그리스 신화의 영향으로 연인이거나 결혼한 것으로 나타났다.

### 사비니의 신들
바로는 사빈 지방 고유의 신들의 목록을 만들었으며, 로마인들에 의해 채택되었다...
- 페로니아(Feronia)
- 미네르바(Minerva)
- 노벤실레스(Novensiles)
- 팔레스(Pales)
- 살루스(Salus)
- 포르투나(Fortuna)
- 폰스(Fons)
- 피데즈(Fides)
- 옵스(Ops)
- 플로라(Flora)
- 베디오비스(Vediovis)
- 사투르누스(Saturnus)
- 솔(Sol)
- 루나(Luna)
- 불카누스(Vulcanus)
- 수마누스(Summanus)
- 라운다(Larunda)
- 테르미누스(Terminus)
- 퀴리누스(Quirinus)
- 베르툼누스(Vertumnus)
- 라레스(Lares)
- 디아나(Diana)
- 루키나(Lucina)

## 알파벳순 목록

### A
- 아베오나(Abeona) - 처음 부모의 집을 떠나는 아이들을 보호하는 여신
- 아분단티아(Abundantia) - 행운, 풍요, 번영의 여신
- 아카 라렌티아(Acca Larentia) - 밀밭의 여신. 인간이었으나 나중에 신격화되었다
- 아키스(Acis) - 에트나 산 근처의 강의 신. 파우누스와 쉬마에티스의 아들
- 아데오나(Adeona) - 집으로 돌아오는 아이들을 보호하는 여신
- 아이올로스(Aeolus) - 폭풍과 바람의 신
- 아에레쿠라(Aerecura) - 켈트에 기원을 둔 여신. 지하와 관련되어있다
- 아에퀴타스(Aequitas) - 공정한 거래와 정직한 상인의 여신
- 아에스쿨라피우스(Aesculapius) - 건강과 의학의 신
- 아에테르니타스(Aeternitas) - 불멸의 화신인 여신
- 아그네스(Agnes) - 활의 여신
- 아이우스 로쿠티우스(Aius Locutius) - 갈리아의 로마 침략이 임박함을 경고한 신성한 음성
- 아카샤(Akasha) - 고통,향락의 여신
- 알레모나(Alemona) - 태아의 영양을 담당하는 여신
- 알카라스(Alkaras) - 번개의 신
- 앙게로나(Angerona) - 고통과 슬픔에서 사람들을 안심시키는 여신
- 앙기타(Angita) - 치유, 마법, 주술의 여신. 앙기티아와 동일
- 앙기티아(Angitia) - 뱀과 관련된 여신. 앙기타에서 유래
- 안나 페렌나(Anna Perenna) - 한 해의 순환을 나타내는 여신. 3월 15일이 기념일이다.
- 안테보르타(Antevorta) - 미래의 여신으로, 커메나이의 하나. 포리마라고도 불린다
- 아폴로(Apollo) - 시, 음악, 신탁의 신
- 아리마니우스(Arimanius) - 지하의 신
- 아우로라(Aurora) - 새벽의 여신
- 아베르나(Averna) - 지하의 여신. 프로세르피나와 동일
- 아베룬쿠스(Averruncus) - 출산의 신. 재난을 방지하고 행운을 가져다준다

### B
- 베헤모스(Behemoth) - 대지의 신

### C
- 카오스(Chaos) - 혼돈의 신

### E
- 에델린(Edelyn) - 진실의 여신

### F
- 페르다(Ferda) - 숲의 남신.

### G
- 가토가챠(Gatokaca) - 반인반신으로 남성의 모습.

### H
- 호른달(Horeundal) - 시간과 공간을 관장하는 신
- 헤르쥬나(Herjuna) - 망령의 여신

### I
- 이레아(Irea) - 벼락,번개,불빛의 여신

### K
- 카쟈드(Khazhad) - 얼음의 신
- 칼리(Kali) - 용암, 화산의 여신

### L
Luna 달의 여신

### M
- 멜쉬드(Melshid) - 남쪽 물의 신
- 메이릴(Mayreel) - 숲의 여신

### N
- 니바스(Nivas) - 마법의 신

### O
- 오블리(Obly) - 사자의 신. 죽은자를 지옥으로 끌고갔다.

### P
- 플루토(Pluto) - 꿈 주로 악몽의 신. 하데스의 하수인
- 팍스(Pax) - 평화의 여신

### R
- 라데스(Radeath) - 어둠의 신. 하데스
- 로칸(Rokan) - 파도,해일의 신
- 로로키둘(Rorokidul) - 북부 바다의 여신
- 로자미어(Rozamia) - 환락,곤충의 여신

### S
- 샤아라(Shaharah) - 사막,모래의 여신

셀레나 (Selena) - 달의 여신

### T
- 테르시아(Tersia) - 불의 신
- 테티스(Tetis) - 바다의 여신
- 두발카인(Tubalkein) - 야수의 신

### V
·불칸(Vulcan): 불의 신

### X
- 자이로스(Xiros) - 겨울의 신

## 같이 보기
- 고대의 행성
- 그리스 신화의 등장인물 목록